# Commerce Control List
Die Commerce Control List (Abkürzung: CCL; deutsch „Handelskontrollliste“) ist eine Ausfuhrliste, die Waren mit Ursprung in den USA enthält, deren Export aus den USA oder Reexport (zum Beispiel Ausfuhr von Waren mit Ursprung in den USA aus der EU) aus Sicht der USA einer Ausfuhrgenehmigung unterliegt. Sie wird regelmäßig herausgegeben und aktualisiert vom Bureau of Industry and Security.

## Inhalt
Bei den in der Commerce Control List aufgeführten Waren handelt sich um Hardware, Software oder Technologie, die sowohl zivil als auch militärisch verwendet werden kann (englisch Dual-Use goods). Die Kennzeichnung erfolgt mit der ECCN-Nummer (englisch Export Control Classification Number). Für die einzelne ECCN werden dabei Überwachungsgründe (englisch Reasons for Control) festgelegt und mögliche Ausnahmen (englisch Licence Exceptions) angegeben. Mit Hilfe der Länderliste (englisch Country Chart) kann dann bestimmt werden, ob nach US-Recht Export- oder Reexportkontrollvorschriften bei Lieferungen in bestimmte Länder zu beachten sind.
Die Genehmigungspflicht gilt dann aus Sicht der US-Behörden weltweit auch für Firmen und Personen außerhalb der USA: Für Waren, die mit US-Technologie oder US-Software außerhalb der USA hergestellt worden sind, muss unter Umständen bei deren Export eine Ausfuhrgenehmigung in den USA beantragt werden. Durchgesetzt wird dieser Anspruch äußerst wirksam durch die Androhung (und Verhängung) von Sanktionen. 
Die CCL ist gegliedert in Kategorien 0 bis 9 und dort untergliedert in Gruppen A bis E:
Kategorie 0 – Nuclear Materials, Facilities & Equipment (and Miscellaneous Items)
Kategorie 1 – Materials, Chemicals, Microorganisms, and Toxins
Kategorie 2 – Materials Processing
Kategorie 3 – Electronics
Kategorie 4 – Computers
Kategorie 5 – Telecommunications (Part 1) and Information Security (Part 2)
Kategorie 6 – Sensors and Lasers
Kategorie 7 – Navigation and Avionics
Kategorie 8 – Marine
Kategorie 9 – Propulsion Systems, Space Vehicles and Related Equipment
Gruppe A – Systems, Equipment and Components
Gruppe B – Test, Inspection and Production Equipment
Gruppe C – Materials
Gruppe D – Software
Gruppe E – Technology